# Seznam dílů seriálu Doktorka Quinnová
Toto je seznam dílů seriálu Doktorka Quinnová. V Česku jej premiérově vysílala ČT1.

## Přehled řad
| Řada | Díly | Premiéra v USA | Premiéra v USA  | Premiéra v ČR     | Premiéra v ČR     |
| Řada | Díly | První díl      | Poslední díl    | První díl         | Poslední díl      |
| ---- | ---- | -------------- | --------------- | ----------------- | ----------------- |
| 1    | 18   | 1. ledna 1993  | 22. května 1993 | 28. března 1996   | 31. května 1996   |
| 2    | 27   | 25. září 1993  | 21. května 1994 | 7. června 1996    | 6. prosince 1996  |
| 3    | 29   | 24. září 1994  | 20. května 1995 | 13. prosince 1996 | 27. června 1997   |
| 4    | 28   | 23. září 1995  | 18. května 1996 | 4. července 1997  | 9. ledna 1998     |
| 5    | 26   | 21. září 1996  | 17. května 1997 | 16. ledna 1998    | 10. července 1998 |
| 6    | 22   | 27. září 1997  | 16. května 1998 | 17. července 1998 | 18. prosince 1998 |

## Seznam dílů

### První řada (1993)
| Č. v seriálu | Č. v řadě | Původní název                    | Český název          | Režie             | Scénář                       | Premiéra v USA  | Premiéra v ČR   |
| ------------ | --------- | -------------------------------- | -------------------- | ----------------- | ---------------------------- | --------------- | --------------- |
| 1–2          | 12        | Pilot                            | Doktorka Quinnová    | Jeremy Kagan      | Beth Sullivan                | 1. ledna 1993   | 28. března 1996 |
| 3            | 3         | Epidemic                         | Epidemie             | Chuck Bowman      | Beth Sullivan                | 2. ledna 1993   | 2. dubna 1996   |
| 4            | 4         | The Visitor                      | Nenadálá návštěva    | Victoria Hochberg | Cathleen Young               | 9. ledna 1993   | 4. dubna 1996   |
| 5            | 5         | Law of the Land                  | Zákon kraje          | James Keach       | Toni Perling                 | 16. ledna 1993  | 9. dubna 1996   |
| 6            | 6         | The Healing                      | Čas hojí rány        | Gwen Arner        | Sara Davidson a Toni Perling | 23. ledna 1993  | 11. dubna 1996  |
| 7            | 7         | Father's Day                     | Dobročinná sbírka    | Jerry London      | Sara Davidson                | 30. ledna 1993  | 16. dubna 1996  |
| 8            | 8         | Bad Water                        | Zkažená voda         | Chuck Bowman      | Sara Davidson                | 6. února 1993   | 18. dubna 1996  |
| 9            | 9         | The Great American Medicine Show | Zázračná medicína    | Richard Heffron   | Toni Perling                 | 13. února 1993  | 23. dubna 1996  |
| 10           | 10        | A Cowboy's Lullaby               | Kovbojova ukolébavka | Chuck Bowman      | Josef Anderson               | 20. února 1993  | 25. dubna 1996  |
| 11           | 11        | Running Ghost                    | Pádící duch          | James Keach       | Ed Burnham a Elaine Newman   | 27. února 1993  | 30. dubna 1996  |
| 12           | 12        | The Prisoner                     | Zajatec              | Chuck Bowman      | Josef Anderson               | 13. března 1993 | 2. května 1996  |
| 13           | 13        | Happy Birthday                   | Dárek k narozeninám  | Chuck Bowman      | Toni Perling                 | 27. března 1993 | 7. května 1996  |
| 14           | 14        | Rites of Passage                 | Obřad zasvěcení      | Chuck Bowman      | Sara Davidson                | 10. dubna 1993  | 9. května 1996  |
| 15           | 15        | Heroes                           | Hrdinové             | Reza Badiyi       | Toni Perling                 | 1. května 1993  | 10. května 1996 |
| 16           | 16        | The Operation                    | Operace              | James Keach       | Beth Sullivan                | 8. května 1993  | 16. května 1996 |
| 17           | 17        | The Secret                       | Tajemství            | Jerry London      | Toni Graphia                 | 15. května 1993 | 24. května 1996 |
| 18           | 18        | Portraits                        | Portréty             | Chuck Bowman      | Josef Anderson               | 22. května 1993 | 31. května 1996 |

### Druhá řada (1993–1994)
| Č. v seriálu | Č. v řadě | Původní název                  | Český název                 | Režie          | Scénář                                                     | Premiéra v USA     | Premiéra v ČR      |
| ------------ | --------- | ------------------------------ | --------------------------- | -------------- | ---------------------------------------------------------- | ------------------ | ------------------ |
| 19           | 1         | The Race                       | Dostihy                     | Chuck Bowman   | Sara Davidson                                              | 25. září 1993      | 7. června 1996     |
| 20           | 2         | Sanctuary                      | Útočiště                    | Daniel Attias  | Josef Anderson                                             | 2. října 1993      | 12. června 1996    |
| 21           | 3         | Halloween                      | Halloween, svátek zesnulých | Chuck Bowman   | Toni Graphia                                               | 30. října 1993     | 21. června 1996    |
| 22           | 4         | The Incident                   | Incident                    | Chuck Bowman   | Sara Davidson                                              | 6. listopadu 1993  | 28. června 1996    |
| 23           | 5         | Saving Souls                   | Duchovní spása              | James Keach    | Toni Perling                                               | 13. listopadu 1993 | 5. července 1996   |
| 24           | 6         | Where the Heart Is (Part 1)    | Kam patříme                 | Chuck Bowman   | Beth Sullivan                                              | 20. listopadu 1993 | 19. července 1996  |
| 25           | 7         | Where the Heart Is (Part 2)    | Volání srdce                | Chuck Bowman   | Beth Sullivan                                              | 20. listopadu 1993 | 26. července 1996  |
| 26           | 8         | Giving Thanks                  | Díkuvzdání                  | Michele Lee    | Toni Perling                                               | 27. listopadu 1993 | 2. srpna 1996      |
| 27           | 9         | Best Friends                   | Nejlepší přítelkyně         | James Keach    | Sara Davidson                                              | 4. prosince 1993   | 9. srpna 1996      |
| 28           | 10        | Sully's Choice                 | Sullyho oběť                | Chuck Bowman   | Josef Anderson, Sara Davidson, Toni Graphia a Toni Perling | 11. prosince 1993  | 16. srpna 1996     |
| 29           | 11        | Mike's Dream: A Christmas Tale | Vánoční příběh              | James Keach    | Josef Anderson                                             | 18. prosince 1993  | 23. srpna 1996     |
| 30           | 12        | Crossing the Line              | Stávkokaz                   | Chuck Bowman   | Josef Anderson                                             | 1. ledna 1994      | 30. srpna 1996     |
| 31           | 13        | The Offering                   | Dar                         | James Keach    | Toni Perling                                               | 8. ledna 1994      | 6. září 1996       |
| 32           | 14        | The Circus                     | Cirkus                      | Lorraine Senna | Jeanne C. Davis                                            | 15. ledna 1994     | 13. září 1996      |
| 33           | 15        | Another Woman                  | Jiná žena                   | Chuck Bowman   | Toni Graphia                                               | 22. ledna 1994     | 20. září 1996      |
| 34           | 16        | Orphan Train                   | Vlak se sirotky             | Jerry London   | Toni Graphia                                               | 29. ledna 1994     | 12. července 1996  |
| 35           | 17        | Buffalo Soldiers               | Buvolí vojáci               | James Keach    | Kevin Arkadie                                              | 5. února 1994      | 27. září 1996      |
| 36           | 18        | Luck of the Draw               | Štěstí ve hře               | Jerry London   | Kathryn Ford                                               | 5. března 1994     | 4. října 1996      |
| 37           | 19        | Life and Death                 | Život a smrt                | Harry Harris   | Toni Perling                                               | 12. března 1994    | 11. října 1996     |
| 38           | 20        | The First Circle               | Bludný kruh                 | Chuck Bowman   | Toni Graphia                                               | 26. března 1994    | 18. října 1996     |
| 39           | 21        | Just One Lullaby               | Kdo neumí ukolébavky        | Chuck Bowman   | Nancy Bond                                                 | 9. dubna 1994      | 25. října 1996     |
| 40           | 22        | The Abduction (Part 1)         | Únos                        | Jerry London   | Josef Anderson                                             | 30. dubna 1994     | 1. listopadu 1996  |
| 41           | 23        | The Abduction (Part 2)         | Únos                        | Jerry London   | Josef Anderson                                             | 30. dubna 1994     | 8. listopadu 1996  |
| 42           | 24        | The Campaign                   | Volby                       | Victor Lobl    | Joanne Parrant                                             | 7. května 1994     | 15. listopadu 1996 |
| 43           | 25        | The Man in the Moon            | Měsíčňan                    | Rachel Feldman | Toni Graphia                                               | 14. května 1994    | 22. listopadu 1996 |
| 44           | 26        | Return Engagement (Part 1)     | Návrat                      | Gwen Arner     | Sara Davidson                                              | 21. května 1994    | 29. listopadu 1996 |
| 45           | 27        | Return Engagement (Part 2)     | Nové zásnuby                | Gwen Arner     | Sara Davidson                                              | 21. května 1994    | 6. prosince 1996   |

### Třetí řada (1994–1995)
| Č. v seriálu | Č. v řadě | Původní název                    | Český název            | Režie                        | Scénář                                                      | Premiéra v USA     | Premiéra v ČR     |
| ------------ | --------- | -------------------------------- | ---------------------- | ---------------------------- | ----------------------------------------------------------- | ------------------ | ----------------- |
| 46           | 1         | The Train                        | Vlak                   | Jerry London                 | Beth Sullivan, Josef Anderson, Sara Davidson a Toni Graphia | 24. září 1994      | 13. prosince 1996 |
| 47           | 2         | Fathers and Sons                 | Otcové a synové        | Jerry Jameson                | Beth Sullivan a Josef Anderson                              | 1. října 1994      | 20. prosince 1996 |
| 48           | 3         | Cattle Drive (Part 1)            | Na dobytčí stezce      | Chuck Bowman                 | Beth Sullivan a Sara Davidson                               | 8. října 1994      | 27. prosince 1996 |
| 49           | 4         | Cattle Drive (Part 2)            | Na dobytčí stezce      | Chuck Bowman                 | Beth Sullivan a Sara Davidson                               | 15. října 1994     | 3. ledna 1997     |
| 50           | 5         | The Library                      | Knihovna               | Victor Lobl                  | Beth Sullivan a Andrew Lipsitz                              | 22. října 1994     | 10. ledna 1997    |
| 51           | 6         | Halloween II                     | Veselý Halloween       | Jerry London                 | Beth Sullivan a Toni Graphia                                | 29. října 1994     | 17. ledna 1997    |
| 52           | 7         | The Washington Affair (Part 1)   | Washingtonská aféra    | Jerry London                 | Beth Sullivan a Josef Anderson                              | 5. listopadu 1994  | 24. ledna 1997    |
| 53           | 8         | The Washington Affair (Part 2)   | Washingtonská aféra    | Jerry London                 | Beth Sullivan a Josef Anderson                              | 5. listopadu 1994  | 31. ledna 1997    |
| 54           | 9         | Money Trouble                    | Finanční problémy      | Chuck Bowman                 | Sara Davidson                                               | 12. listopadu 1994 | 7. února 1997     |
| 55           | 10        | Thanksgiving                     | Díkůvzdání             | Alan J. Levi                 | Beth Sullivan a Josef Anderson                              | 19. listopadu 1994 | 14. února 1997    |
| 56           | 11        | Ladies Night (Part 1)            | Dámský večer           | Jerry London                 | Beth Sullivan a Toni Graphia                                | 26. listopadu 1994 | 21. února 1997    |
| 57           | 12        | Ladies Night (Part 2)            | Dámský večer           | Jerry London                 | Beth Sullivan a Toni Graphia                                | 3. prosince 1994   | 28. února 1997    |
| 58           | 13        | A First Christmas                | První Vánoce           | Chuck Bowman                 | Beth Sullivan a William Schmidt                             | 10. prosince 1994  | 7. března 1997    |
| 59           | 14        | Indian Agent                     | Indiánský agent        | Jerry Jameson                | Beth Sullivan a William Schmidt                             | 7. ledna 1995      | 14. března 1997   |
| 60           | 15        | The End of the World             | Konec světa            | Victor Lobl                  | Andrew Lipsitz                                              | 14. ledna 1995     | 28. března 1997   |
| 61           | 16        | Pike's Peace                     | Smíření                | James Keach                  | Beth Sullivan a Kathryn Ford                                | 28. ledna 1995     | 4. dubna 1997     |
| 62           | 17        | Cooper vs. Quinn (Part 1)        | Cooper versus Quinnová | Chuck Bowman                 | Sara Davidson                                               | 4. února 1995      | 11. dubna 1997    |
| 63           | 18        | Cooper vs. Quinn (Part 2)        | Cooper versus Quinnová | Daniel Attias a Chuck Bowman | Beth Sullivan a Sara Davidson                               | 4. února 1995      | 18. dubna 1997    |
| 64           | 19        | What Is Love?                    | Co je to láska         | Daniel Attias                | Beth Sullivan a Carl Binder                                 | 11. února 1995     | 25. dubna 1997    |
| 65           | 20        | Things My Father Never Taught Me | Co mě otec nenaučil    | Alan J. Levi                 | Beth Sullivan a D. Brent Mote                               | 18. února 1995     | 2. května 1997    |
| 66           | 21        | Baby Outlaws                     | Mladí zločinci         | Jerry London                 | Beth Sullivan, Jennifer Tait a Tim Shell                    | 25. února 1995     | 9. května 1997    |
| 67           | 22        | Bone of Contention               | Jablko sváru           | Victor Lobl                  | Beth Sullivan, Danna Doyle a Debbie Smith                   | 11. března 1995    | 21. března 1997   |
| 68           | 23        | Permanence of Change             | Život je změna         | Jerry Jameson                | Beth Sullivan a Carl Binder                                 | 8. dubna 1995      | 15. května 1997   |
| 69           | 24        | Washita (Part 1)                 | Washita                | James Keach                  | Beth Sullivan, Kathryn Ford a Julie Kirgo                   | 29. dubna 1995     | 23. května 1997   |
| 70           | 25        | Washita (Part 2)                 | Washita                | James Keach                  | Beth Sullivan, Kathryn Ford a Julie Kirgo                   | 29. dubna 1995     | 30. května 1997   |
| 71           | 26        | Sully's Recovery                 | Sullyho procitnutí     | Jerry Jameson                | Beth Sullivan a Sara Davidson                               | 6. května 1995     | 6. června 1997    |
| 72           | 27        | Ready or Not                     | Připraveni nebo ne     | Jerry London                 | Beth Sullivan a Sara Davidson                               | 13. května 1995    | 13. června 1997   |
| 73           | 28        | For Better or Worse (Part 1)     | Ve štěstí i neštěstí   | Gwen Arner                   | Beth Sullivan                                               | 20. května 1995    | 20. června 1997   |
| 74           | 29        | For Better or Worse (Part 2)     | Ve štěstí i neštěstí   | Gwen Arner                   | Beth Sullivan                                               | 20. května 1995    | 27. června 1997   |

### Pátá řada (1996–1997)
| Č. v seriálu | Č. v řadě | Původní název                                     | Český název               | Režie           | Scénář                            | Premiéra v USA     | Premiéra v ČR     |
| ------------ | --------- | ------------------------------------------------- | ------------------------- | --------------- | --------------------------------- | ------------------ | ----------------- |
| 103          | 1         | Runaway Train                                     | Přepadení vlaku           | Terrence O'Hara | Beth Sullivan a Philip Gerson     | 21. září 1996      | 16. ledna 1998    |
| 104          | 2         | Having It All                                     | Rušné dny                 | Bethany Rooney  | Beth Sullivan a Sara Davidson     | 28. září 1996      | 23. ledna 1998    |
| 105          | 3         | Malpractice                                       | Zanedbání péče            | Alan J. Levi    | Beth Sullivan a Peter Dunne       | 5. října 1996      | 30. ledna 1998    |
| 106          | 4         | All That Glitters…                                | Není všechno zlato        | Terrence O'Hara | Beth Sullivan a Jennifer Tait     | 12. října 1996     | 6. února 1998     |
| 107          | 5         | Los Americanos                                    | Noví Američané            | Jerry London    | Beth Sullivan a Kathryn Ford      | 19. října 1996     | 13. února 1998    |
| 108          | 6         | Last Dance                                        | Večírek zamilovaných      | Terrence O'Hara | Beth Sullivan a Chris Abbott      | 26. října 1996     | 20. února 1998    |
| 109          | 7         | Right or Wrong                                    | Řiď se svým svědomím      | Chuck Bowman    | Beth Sullivan a Philip Gerson     | 2. listopadu 1996  | 27. února 1998    |
| 110          | 8         | Remember Me                                       | Vzpomínáš?                | Alan J. Levi    | Beth Sullivan a Steven Baum       | 9. listopadu 1996  | 6. března 1998    |
| 111          | 9         | Legend                                            | Legenda                   | Alan J. Levi    | Beth Sullivan a Carl Binder       | 16. listopadu 1996 | 13. března 1998   |
| 112          | 10        | The Tempest                                       | Tornádo                   | Bobby Roth      | Beth Sullivan a Eric Tuchman      | 23. listopadu 1996 | 20. března 1998   |
| 113          | 11        | Separate But Equal                                | Odděleni, ale rovnoprávní | Carl Binder     | Beth Sullivan a Julie Henderson   | 7. prosince 1996   | 27. března 1998   |
| 114          | 12        | A Place to Die                                    | Místo, kde se umírá       | Alan J. Levi    | Beth Sullivan a Philip Gerson     | 14. prosince 1996  | 3. dubna 1998     |
| 115          | 13        | Season of Miracles                                | Čas zázraků               | Carl Binder     | Beth Sullivan a Carl Binder       | 21. prosince 1996  | 10. dubna 1998    |
| 116          | 14        | The Dam                                           | Hráz                      | Terrence O'Hara | Beth Sullivan a Sara Davidson     | 11. ledna 1997     | 17. dubna 1998    |
| 117          | 15        | Farewell Appearance                               | Koncert na rozloučenou    | Chuck Bowman    | Beth Sullivan a Robert Hamilton   | 25. ledna 1997     | 24. dubna 1998    |
| 118          | 16        | The Most Fatal Disease                            | Smrtelná nemoc            | James Keach     | Beth Sullivan a Chris Abbott      | 1. února 1997      | 1. května 1998    |
| 119          | 17        | Colleen's Paper                                   | Školní práce              | Chuck Bowman    | Beth Sullivan a Carl Binder       | 8. února 1997      | 8. května 1998    |
| 120          | 18        | A House Divided (Part 1) Between Friends (Part 1) | Daniel                    | James Keach     | Beth Sullivan a Eric Tuchman      | 15. února 1997     | 15. května 1998   |
| 121          | 19        | A House Divided (Part 2) Between Friends (Part 2) | Daniel                    | James Keach     | Beth Sullivan a Eric Tuchman      | 15. února 1997     | 22. května 1998   |
| 122          | 20        | Hostage                                           | Rukojmí                   | Jerry London    | Beth Sullivan a Chris Abbott      | 22. února 1997     | 29. května 1998   |
| 123          | 21        | The Body Electric                                 | Elektrické tělo           | Gwen Arner      | Beth Sullivan a Christine Berardo | 5. dubna 1997      | 5. června 1998    |
| 124          | 22        | Before the Dawn                                   | Než vyjde slunce          | Bethany Rooney  | Beth Sullivan a Julie Henderson   | 12. dubna 1997     | 12. června 1998   |
| 125          | 23        | Starting Over                                     | Nikdy není pozdě          | Gwen Arner      | Beth Sullivan a Philip Gerson     | 26. dubna 1997     | 19. června 1998   |
| 126          | 24        | His Father's Son                                  | Syn svého otce            | James Keach     | Beth Sullivan a Chris Abbott      | 3. května 1997     | 26. června 1998   |
| 127          | 25        | Moment of Truth (Part 1)                          | Okamžik pravdy            | James Keach     | Beth Sullivan a Carl Binder       | 10. května 1997    | 3. července 1998  |
| 128          | 26        | Moment of Truth (Part 2)                          | Okamžik pravdy            | James Keach     | Beth Sullivan a Carl Binder       | 17. května 1997    | 10. července 1998 |

### Šestá řada (1997–1998)
| Č. v seriálu | Č. v řadě | Původní název           | Český název         | Režie             | Scénář                          | Premiéra v USA     | Premiéra v ČR      |
| ------------ | --------- | ----------------------- | ------------------- | ----------------- | ------------------------------- | ------------------ | ------------------ |
| 129          | 1         | Reason to Believe       | Naděje neumírá      | Terrence O'Hara   | Beth Sullivan a Philip Gerson   | 27. září 1997      | 17. července 1998  |
| 130          | 2         | All That Matters        | Vše, na čem záleží  | Bethany Rooney    | Beth Sullivan a Carl Binder     | 4. října 1997      | 24. července 1998  |
| 131          | 3         | A Matter of Conscience  | Věc svědomí         | Terrence O'Hara   | Beth Sullivan a Chris Abbott    | 11. října 1997     | 31. července 1998  |
| 132          | 4         | The Comfort of Friends  | Podpora přátel      | Bethany Rooney    | Beth Sullivan a Eric Tuchman    | 18. října 1997     | 7. srpna 1998      |
| 133          | 5         | Wave Goodbye            | Buď sbohem          | Roy Campanella II | Beth Sullivan a Robert Hamilton | 25. října 1997     | 14. srpna 1998     |
| 134          | 6         | A Place Called Home     | Místo zvané domov   | Chuck Bowman      | Julie Henderson                 | 1. listopadu 1997  | 28. srpna 1998     |
| 135          | 7         | Lead Me Not             | Metla lidstva       | Carl Binder       | Chris Abbott                    | 8. listopadu 1997  | 4. září 1998       |
| 136          | 8         | A Time to Heal (Part 1) | Čas léčí rány       | Terrence O'Hara   | Beth Sullivan                   | 15. listopadu 1997 | 11. září 1998      |
| 137          | 9         | A Time to Heal (Part 2) | Lékařské rozhodnutí | Terrence O'Hara   | Beth Sullivan                   | 22. listopadu 1997 | 18. září 1998      |
| 138          | 10        | Civil Wars              | Občanské spory      | Jerry London      | Philip Gerson                   | 6. prosince 1997   | 25. září 1998      |
| 139          | 11        | Safe Passage            | Bezpečná cesta      | Steve Dubin       | Eric Tuchman                    | 12. prosince 1997  | 2. října 1998      |
| 140          | 12        | The Homecoming          | Návrat domů         | James Keach       | Carl Binder                     | 20. prosince 1997  | 9. října 1998      |
| 141          | 13        | Point Blank             | V bodě nula         | James Keach       | Carl Binder                     | 28. února 1998     | 16. října 1998     |
| 142          | 14        | Seeds of Doubt          | Nápadník            | Gwen Arner        | Jeanne C. Davis                 | 7. března 1998     | 23. října 1998     |
| 143          | 15        | Seven Kinds of Lonely   | Sedm způsobů samoty | Bethany Rooney    | Michael Lyons a Kim Wells       | 21. března 1998    | 30. října 1998     |
| 144          | 16        | Life in Balance         | Život v rovnováze   | Gwen Arner        | Chris Abbott                    | 4. dubna 1998      | 6. listopadu 1998  |
| 145          | 17        | Happily Ever After      | Navěky šťastní      | James Keach       | Rick Najera                     | 11. dubna 1998     | 13. listopadu 1998 |
| 146          | 18        | Birdman                 | Ptačí muž           | Bethany Rooney    | Joel Ziskin                     | 18. dubna 1998     | 20. listopadu 1998 |
| 147          | 19        | Legend II: Vengeance    | Pomsta              | Jerry London      | Philip Gerson                   | 25. dubna 1998     | 27. listopadu 1998 |
| 148          | 20        | To Have and To Hold     | Břemeno smutku      | Gwen Arner        | Chris Abbott                    | 2. května 1998     | 4. prosince 1998   |
| 149          | 21        | The Fight               | Boj                 | Steve Dubin       | Eric Tuchman                    | 9. května 1998     | 11. prosince 1998  |
| 150          | 22        | A New Beginning         | A všichni tančí     | James Keach       | Carl Binder                     | 16. května 1998    | 18. prosince 1998  |

### Televizní filmy
| Původní název                               | Český název                       | Režie       | Scénář                         | Premiéra v USA  | Premiéra v ČR                                    |
| ------------------------------------------- | --------------------------------- | ----------- | ------------------------------ | --------------- | ------------------------------------------------ |
| Dr. Quinn, Medicine Woman: The Movie        | Doktorka Quinnová                 | James Keach | Josef Anderson a Beth Sullivan | 22. května 1999 | 10. června 2003                                  |
| Dr. Quinn, Medicine Woman: The Heart Within | Doktorka Quinnová: Srdce na dlani | James Keach | Beth Sullivan                  | 12. května 2001 | 28. března 2002 (Hallmark) 17. června 2003 (ČT1) |